# Pestalotiopsis
Pestalotiopsis — рід грибів родини Sporocadaceae. Назва вперше опублікована 1949 року.
Види песталотіопсису відомі як патогени рослин.